# Violencia en el cine
La violencia en el cine es cualquier forma de acto violento presente en las películas de cine. Los cineastas utilizan diferentes tipos de violencia según la trama y el tono de la película. En obras de teatro y películas de cine existe un sistema de calificación para categorizar el nivel de violencia, en parte basado en el nivel de violencia gráfica. Las emisiones de televisión tienen un sistema de calificación similar al del cine.

## Comienzos

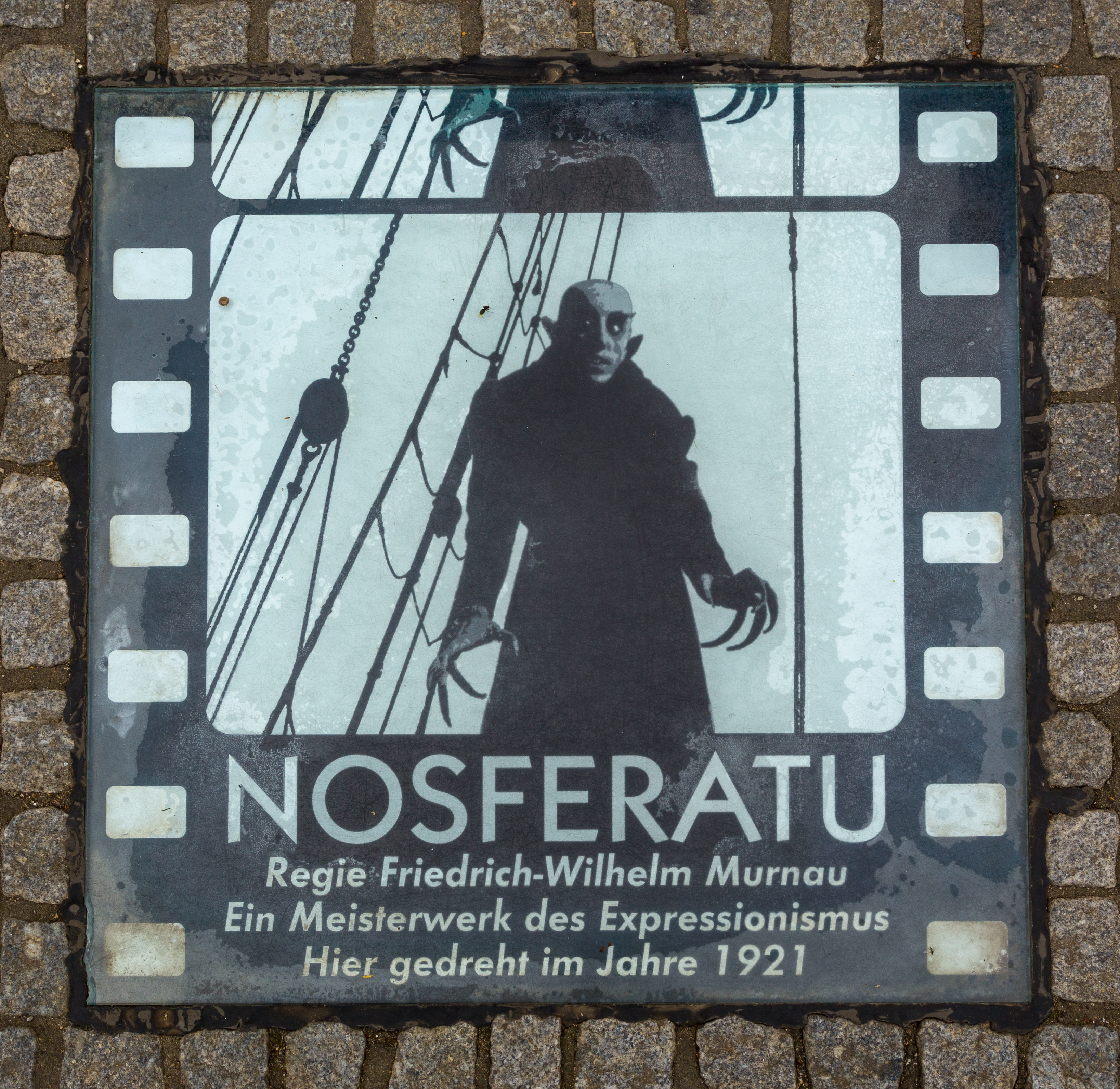
Fotograma de Nosferatu película dirigida por Murnau.

Toda la cinematografía contiene violencia de alguna manera, las formas de mostrarla se encuentran presentes desde las primeras películas y han ido variando a lo largo de los años adecuándose a los diversos estilos y géneros que han surgido; los cuales la han incluido en mayor o menor grado dentro de su narrativa.
Los orígenes de las escenas violentas en la cinematografía surgen a partir de los films de género; entre los cuales se encuentran films icónicos de la primera época como es el caso de “Asalto y robo de un tren” (1903) y obras que surgen a partir de adaptaciones literarias de fantasía con temáticas de monstruos como “Nosferatu” un film de 1922 dirigido por Murnau, quien realizó la adaptación de Drácula.

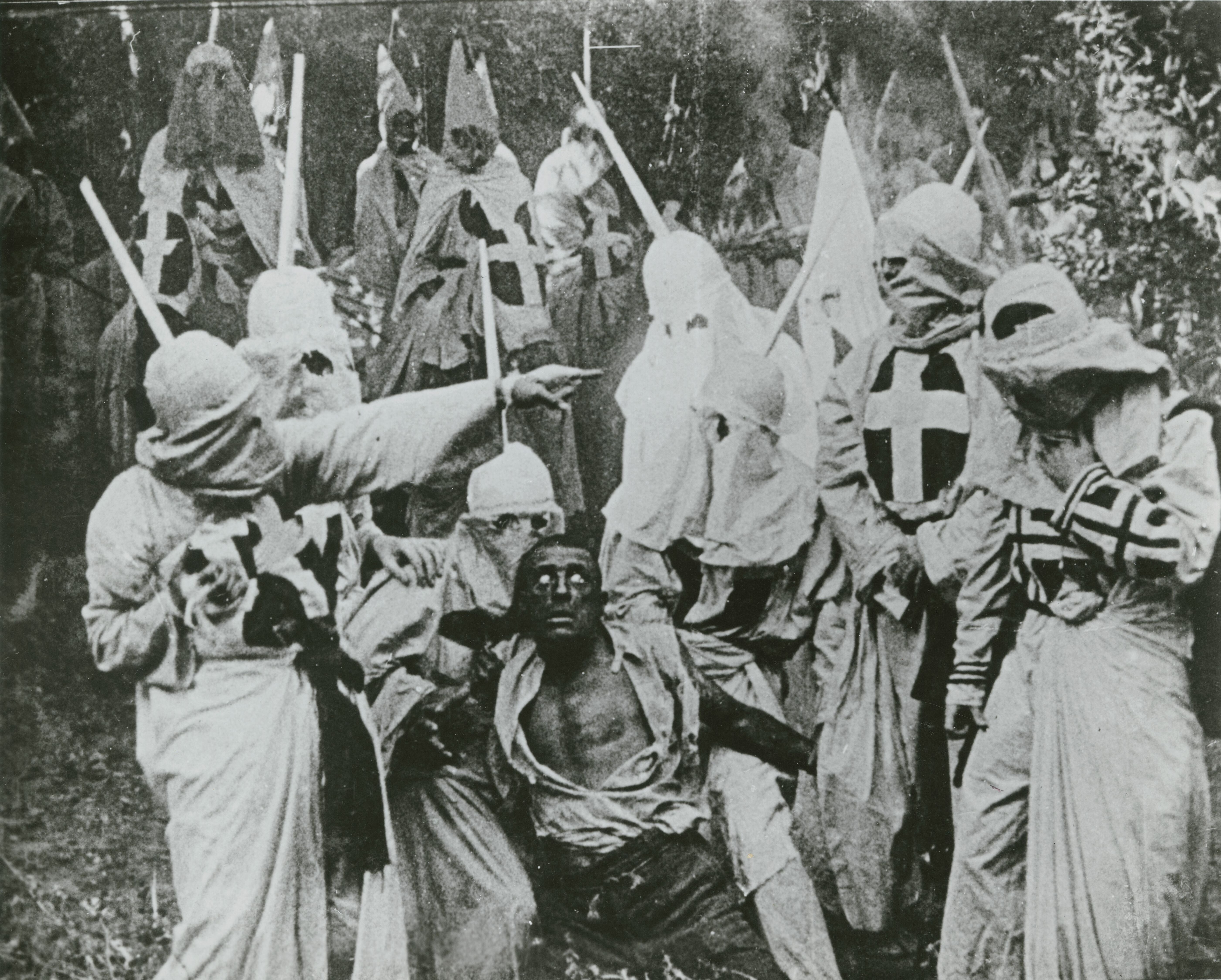
Fotograma del film "Nacimiento de una nación"

La violencia también estuvo presente en otros géneros como en las películas bélicas y el western, donde se puede mencionar al director Griffith con “El nacimiento de una nación” en 1915 e “Intolerancia” de 1916, en las cuales la violencia se vio ligada al campo de batalla e implicaban una interacción física. Las escenas de naturaleza violenta se basaban en la guerra, pero también se recurría a este tipo de escenas para exhibir acontecimientos históricos. 

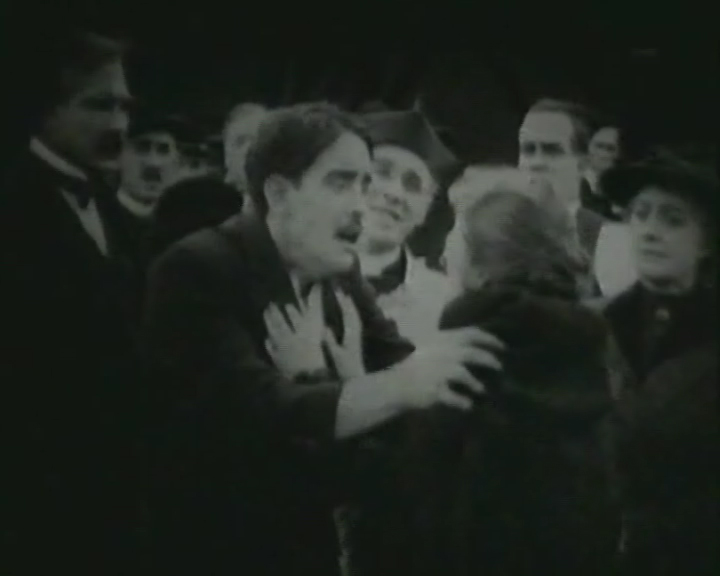
fotograma de la película "intolerancia"

La violencia podía aparecer enmarcada dentro de un tipo de relato, que este enfrentaba a individuos con otros individuos o también los oponía entre grupos. En donde los enfrentamientos eran exhibidos de manera sutil ya que la narratividad clásica prefería representar la violencia en el cine de forma sugerida y no es exhibida, es decir utilizaba recursos para dárnoslo a entender, pero implícitamente.
El cine relataba historias en donde sólo había un tipo de violencia posible, entre el bien y el mal en donde se representaban los actos violentos de manera justificada, es decir la violencia que el bien ejercía sobre el mal era vista como correcta siempre y cuando cumpliera con el requisito de que su presencia sea para lograr una paz donde el bien triunfase y el público estuviera satisfecho al terminar la película.  
En los comienzos de la década del 30 surge el cine de Gánsteres en el cual el tema principal es el delito, pero desde el punto de vista del criminal que por lo general eran inmigrantes o individuos de la periferia. Esto marcó fuertemente al género debido a que se lo vio asociado con la glorificación de la violencia y algunos autores fueron censurados y hasta tuvieron que establecer finales en los cuales el delincuente era castigado por sus actos, para así no dar un mensaje moralmente confuso. Algunos films que se destacaron dentro de este género: “El enemigo público” de Wellman ó “Los violentos años veinte” de Walsh. Posteriormente a la Segunda Guerra Mundial, el cine de gánsteres fue desplazado por el incipiente cine negro en el cual no había un límite muy claro entre los buenos y malos, es decir el héroe acostumbra a ser un antihéroe que por lo general es amenazado por un pasado oscuro. Además, representa a una sociedad violenta y corrupta que amenaza a los personajes. Los finales suelen ser agridulces, y hasta incluso puede ser el fracaso del protagonista. Otro punto característico del cine negro es la presencia de la mujer fatal, que parece inofensiva pero es muy peligrosa.

## Violencia contemporánea
A partir de la década de los ´60 del siglo XX, la representación de escenas de naturaleza violenta se vio alterada, y es a partir de dicho momento las escenas comienzan a durar más tiempo. Por otra parte, comenzaron a surgir nuevos recursos que marcaron una nueva línea estilística como la cámara lenta, las imágenes empezaron a ser acompañadas con música. También se recurrió a la utilización de la inversión de colores, entre otros de los recursos aplicados.
El cine actual ya no se depende de una experiencia en sí, es decir, la violencia se encuentra presente en todo momento y se vuelve complejo localizarla. Por otro lado, se recurre a la utilización de este sistema para poder persuadir la actitud del público ante lo que ve y atentar contra la sensibilidad del público volviéndose indeterminada, salvaje e insensible. Además, el límite entre el victimario y la víctima se vuelven poco claros y así deja de ser necesario que en los films exista un protagonista y un antagonista.  
Para Olivier Mongin (1999):

“…la violencia que se percibe en muchos filmes contemporáneos es una violencia instalada, una violencia contra la cual no se puede hacer nada, una violencia que no pone a prueba pues no se trata de la respuesta a una experiencia de la adversidad…la violencia contemporánea es automática: acumula las cargas sucesivas sin ninguna interrupción y sin un verdadero sentido de gradación, es decir, de diferenciación entre el disparo y el recurso a la bomba. Natural y acumulativa, permanentemente explosiva, la violencia pesa allí de manera cada vez más espesa y no se tomaba el tiempo de auscultar los recursos físicos y psíquicos que la sostienen…”
 Monguin Olivier (p26) 

Actualmente, tanto los medios masivos de comunicación, como la gran accesibilidad que hay a la hora de informarse y el ritmo invasivo en el que se muestran han provocado un estruendo de información, donde la vida de la sociedad se ha visto alterada a partir de múltiples estímulos ocasionando que los medios se hayan convertido en un pilar fundamental en lo cotidiano alterando nuestros modos de vida y de relacionarnos. La relación que se entabla con estos cambios es de tipo retroalimentaría ya que los individuos se sirven de ellos y a la vez los medios necesitan nutrirse de la sociedad para elaborar sus contenidos con el fin de entretener e informar.
Por otro lado dichos medios de comunicación han desencadenado la presencia de la violencia dentro de sus materiales, frente a esto  la audiencia se ve implicada tanto de forma voluntaria como involuntaria. Es decir, que esta violencia enmascarada llega al espectador a través de distintas formas como publicidad callejera como también buscada por iniciativa propia como cuando se elige algún determinad programa de la televisión.
Dentro de este panorama de habituación a las distintas formas de mostración de violencia surgen las nuevas formas de reflejarla en el cine, el cual tiene la particularidad de exagerar los rasgos atractivos y espectaculares de los actos violentos con el fin de no mostrar el sufrimiento y el dolor que son las consecuencias de estos actos. Además utiliza recursos técnicos y efectos con el fin de hacer al audiovisual entretenido y seductor para acercarlo al ritmo que lleva la sociedad cotidianamente.
Desde el punto de vista comercial, la finalidad no es lo que se expresa en la pantalla sino lo que quiere mostrar, lo que se observe venda, sea reconocido y logre atraer al público. Las películas, como herramienta comercial, en conjunto con la tecnología están provocando que el cine cautive en gran medida a su audiencia a partir de distintas innovaciones como por ejemplo el 3D. Anteriormente, lo que volvía atractivo un film era un buen guion, una gran historia o tener a grandes actores realizando interpretaciones estelares. 
Cabe mencionar que sin visionar el film, la película puede llegar a denotar una cuota de violencia desde el principio en su título, que por lo general contempla de forma mayoritaria palabras tales como muerte, morir, matar, asesino, asalto, entre otros. Todos estos títulos incitan al espectador, provocando que la naturaleza violenta en el cine cumpla un papel remotamente rentable.
El presente cine de Hollywood consta de la necesidad de vender el entretenimiento a través de films, los cuales se encuentran encasilladas dentro de un monopolio económico que a veces pasa desapercibido, sin embargo, esta perspectiva es ajena al modo de producción que tiene el sector culto de la cinematografía.
En consecuencia, esta nueva corriente de priorizar la rentabilidad económica, ha logrado que el cine se convierta en el vehículo de nuevas emociones, antes vistas como deplorables, donde entra la violencia como temática. Afirma Campo (2007) que dicha  “evolución”, en lugar de mejorar, ha generado el efecto contrario:

“Mientras que en el cine clásico la violencia suponía el desenlace de un conflicto entre rivales, estructurando un modo de relato que oponía individuos o grupos cuyos destinos más o menos trágicos estaban abocados a un final violento. Los nuevos guiones son una excusa para entrelazar secuencias con ritmos vertiginosos en las que mostrar una puesta en escena ostentosa y unos efectos especiales cada vez más sofisticados“ Nestor del Campo Doménech (p9)
Néstor del Campo Doménech

Es común que las producciones realizadas por productores en mala situación financiera vayan por el lado seguro realicen audiovisuales hechos para un público objetivo deseoso de visualizar explosiones de violencia cada vez más insoportables.  Frente a esto se puede elaborar la hipótesis de que los productores se acercan a los deseos de esta audiencia creando historias en donde el papel de la violencia no les preocupa y es utilizado como un atractivo. Fingiendo rechazar la cuestión de las imágenes violentas criticando el dinero generado a través de la violencia, se adopta una actitud que ataca tanto a la manipulación y se ataca las pulsiones de un público incapaz de resistirse al espectáculo de lo prohibido.

## Revaloración de la violencia a través del cine
Dentro de la cinematografía de naturaleza violenta han germinado nuevos intérpretes de esta temática, que le han proporcionado diferentes matices a partir de una profunda reflexión, tomándola como pilar de su creación. 
Para los realizadores, el estado natural de violencia es el trasfondo donde se gestan sus obras. Cabe destacar que sigue vigente la figura del enemigo, es decir, este último mencionado siempre se encuentra presente y que no puede hacer nada. Donde la violencia en su mayoría, se gesta de forma endógena en las sociedades (guerras urbanas, guerra interior, etc) y en los individuos (guerra interior, violencia patológica). Donde el enfrentamiento, ya no se produce en contra de un adversario declarado y determinado, es decir se lo oculta debido a que el rival se encuentra presente en todas partes. Conjuntamente la violencia se desarrolla de modo interno, por lo que los personajes se encuentran presos de la violencia, no caen ella sino que ella ya está incorporada. De modo que, el enemigo se encuentra situado tanto en las calles como en las cabezas y por supuesto en las imágenes.
En conclusión estos films nos muestran a un agresor que está en el interior de los individuos, es decir es un enfrentamiento psíquico, donde ya no se puede localizar fácilmente al antagonista y se difuminan los límites entre el bien y el mal.  
Los realizadores cinematográficos contemporáneos, nos transmiten su perspectiva de la violencia a partir de las imágenes que retratan estos actos violentos en su estado natural, lo cual afecta produciendo un espacio de reflexión para quitar el velo que impide a la sociedad ver la realidad como es a través de recursos que nos hacen detenernos en la violencia y apreciar su poder. A sí mismo, sus propósitos son lograr el impacto y provocación en el espectador unificando de manera estudiada la forma y el contenido, es decir el rol que cumple la violencia está tratada y no puesta porque sí, ya que busca generar concientización y sensibilización al espectador y no con el afán de banalizar estos hechos con el objetivo de atraer audiencia masiva para garantizar la rentabilidad.  
Otra de las características de estas obras audiovisuales es que las historias se enmarcan en un entorno cotidiano de manera cercana para el espectador y con naturalidad como si lo que se visualiza fuera real, es decir son situaciones extremas mostradas de modo realista y complejo, estas elecciones enfrentan al espectador ante un espejo de su realidad. A su vez, se busca lograr que la audiencia sienta empatía con los personajes de la película dado que se retrata al ser humano vulnerable, con sufrimiento y dolor. A partir de ello, el espectador se ve reflejado en esta realidad provocando que se conmueva y se impacte abriendo un espacio de reflexión. 
Los aspectos técnicos y visuales elegidos por los realizadores audiovisuales están focalizados en fortalecer la sensación del espectador de estar viviendo la violencia en carne propia. Muchos de estos creadores, al momento de contar las historias imponen su sello, es decir, su impronta, la cual está condicionada por su bagaje cultural,  experiencias personales y también está determinado según como interpretan la violencia y la realidad. 
En conclusión, el tratamiento de estos contenidos audiovisuales refuerza el mensaje y eleva la fuerza expresiva con que la violencia ataca al espectador, sacándolo de la monotonía de consumir violencia en una sociedad violenta.
Cabe destacar que también hay una perspectiva oponente en cuanto a la anterior, la cual afirma que la violencia mostrada no persigue una labor educativa ni moralizante. A su vez, esta posición coincide con la mirada anterior, en que conmueve y sensibiliza al espectador, donde a su vez corrobora que no huye del atractivo visual que posee la mostración de la violencia. Estas piezas audiovisuales retratan la violencia a partir de diversas aristas, sin embargo también busca relatar de manera cruda y visceral los efectos que hay detrás de ella.

## Etapa clásica
El inicio de los años 50 del siglo XX estuvo marcado por la posguerra de la Segunda Guerra Mundial, la guerra de Corea, la Guerra Fría y el macarthismo. En esta época se inició la llamada generación de la violencia del cine estadounidense, que estuvo protagonizada por siete directores que crearon grandes obras clásicas, a saber: Robert Aldrich, Richard Brooks, Richard Fleischer, Samuel Fuller, Anthony Mann, Nicholas Ray y Donald Siegel. 
Estos cineastas trataron la temática de la violencia en sus diferentes formas y manifestaciones, tanto en el espacio social como en el individual o el institucional.

## Géneros y violencia
Dentro de cada género, la violencia adquiere una personalidad particular. Los géneros que suelen utilizar la violencia son: acción, artes marciales, guerra, crimen, terror, drama, gore
En las películas de acción, tales como 300, la violencia de los personajes principales se motiva por la defensa y la supervivencia -en este caso de Esparta frente al ejército invasor de Persia. Las películas de terror a menudo retratan la violencia con el fin de excitar a su público -por ejemplo la violencia gráfica de La matanza de Texas.
Dentro del género de crimen destaca el subgénero de cine de gánsteres. En la década de 1970, se inician obras como la trilogía de El padrino, de Francis Ford Coppola.

## Estética de la violencia
Diversos cineastas del siglo XX han creado diferentes retratos de la violencia. Thomas Harris creó un personaje de ficción llamado Hannibal Lecter, un caníbal interpretado por Anthony Hopkins. En las películas El silencio de los corderos (1991) y Hannibal (2001), los directores Jonathan Demme y Ridley Scott, respectivamente, intentan generar excitación y anticipación cuando Lecter está a punto de matar (y comer) a una víctima. En Terciopelo azul de David Lynch (1986), el villano de la película, Frank Booth, es un hombre excesivamente violento, que se obsesiona con fetiches pequeños (como de terciopelo azul) cuando está atacando y violando a sus víctimas, a menudo al punto del orgasmo.
En la revisión de Xavier Morales de Kill Bill de Quentin Tarantino, vol. 1, titulada "Belleza y violencia", que él llama", una representación estética de la violencia revolucionaria". Morales dice que la película, que él llama "fácilmente una de las películas más violentas que jamás se han hecho" es "un impresionante paisaje en el que el arte y la violencia se unen en una experiencia estética".
Los críticos de cine que analizan las imágenes de cine violentas se dividen principalmente en dos categorías. Los críticos que ven representaciones de la violencia en el cine como superficiales y de explotación argumentan que conduce a la audiencia a volverse insensible a la brutalidad, lo que aumenta su agresividad. Por otro lado, los críticos que ven la violencia como un tipo de contenido, o como un tema, afirman que es catártica y proporciona "salidas aceptables para los impulsos antisociales." [cita requerida]
Adrian Martin argumenta que los críticos que apoyan el cine de alta violencia se han desarrollado en respuesta a los defensores contra la violencia, "los que critican todo, desde Taxi Driver a Terminator 2 como deshumanizantes, desensibilizantes influencias culturales." Martin afirma que los críticos que valoran la violencia estetizada defienden representaciones sangrientas e impactantes en la pantalla, con el argumento de que "violencia en la pantalla no es una violencia real, y no debe confundirse nunca con ella." 
Margaret Bruder,
profesora de Estudios Cinematográficos y autora de "La violencia estetizante, o cómo hacer las cosas con estilo", propone que hay una distinción entre la violencia estetizada y el uso de gore y sangre en la acción del mercado de masas o de las películas de guerra. Ella sostiene que "la violencia estetizada no es simplemente el uso excesivo de la violencia en una película." Películas como Die Hard 2 son muy violentas, pero 
"no entran en la categoría de violencia estética, porque no se realizan de una manera significativa y sostenida".
Sin embargo, las películas que utilizan esa violencia estilizada utilizan armas de fuego, sangre y explosiones, explotando la puesta en escena no tanto para proporcionar un ambiente narrativo sino para crear la apariencia de una "película" con esa atmósfera. "En las películas con violencia estética, argumenta que los "modos estándar realistas de edición y la cinematografía son violados con el fin de espectacularizar la acción que se juega en la pantalla". Los directores usan la "edición rápida y torpe", "encuadres inclinados", los cortes de choque y la cámara lenta haciendo hincapié en los impactos de las balas o los "chorros de sangre".

## Efectos en el espectador
La violencia proyectada en las pantallas puede influir en las personas y sus comportamientos según diferentes factores. Esta influencia puede ser de diversos tipos, citando la teoría que lo sustenta:
- La visión de escenas violentas en las pantallas puede activar en el espectador emociones, pensamientos o sentimientos o, incluso, conductas instintivas que están asociadas cognitivamente con el acto visto (Teoría de la asociación cognitiva o priming).
- La visión de escenas violentas en las pantallas puede producir la identificación del espectador con el modelo violento y la imitación de la conducta observada (Teoría del modelado simbólico).
- La visión de la violencia en las pantallas puede reforzar conductas violentas previas del espectador (Teoría del refuerzo).
- La visión de la violencia en las pantallas puede hacer que el espectador perciba la realidad como poco segura o preocupante. Las personas que ven grandes dosis de televisión tienden a sobreestimar la cantidad de violencia en la sociedad y a creer que el mundo es, en general, muy peligroso y que ellas pueden ser víctimas de la violencia en cualquier momento de su vida (Teoría del cultivo).
- La visión de la violencia en las pantallas puede generar en el espectador un "embotamiento emocional" o indiferencia ante la violencia real (Teoría de la desensibilización).

## Progresión de la violencia
Debido a la progresión de la violencia en el cine con el paso del tiempo los espectadores son cada vez menos sensibles. Esto conduce a una escalada, ya que los autores intentan llevar a cabo escenas más impactantes a lo largo de los años. Esta violencia incluye muerte y escenas más difíciles que las escenas más terribles de las películas de épocas anteriores. Escenas terribles pueden incluir la observación de un asesino torturando a una persona en Reservoir Dogs o escenas de soldados en batalla en Salvar al Soldado Ryan.

## Mercado cinematográfico
La oferta de películas violentas por parte de la industria cinematográfica es un tema controvertido ya que una mayoría
de los espectadores pueden pensar que los niveles de violencia emitidos son excesivos, y que por tanto la demanda de películas violentas es menor que la oferta. Sin embargo, la motivación económica parece prevalecer a la hora de aumentar las audiencias según el profundo estudio realizado por James T. Hamilton.